# Reo (Saaremaa)
Koordinaten: 58° 19′ N, 22° 39′ O

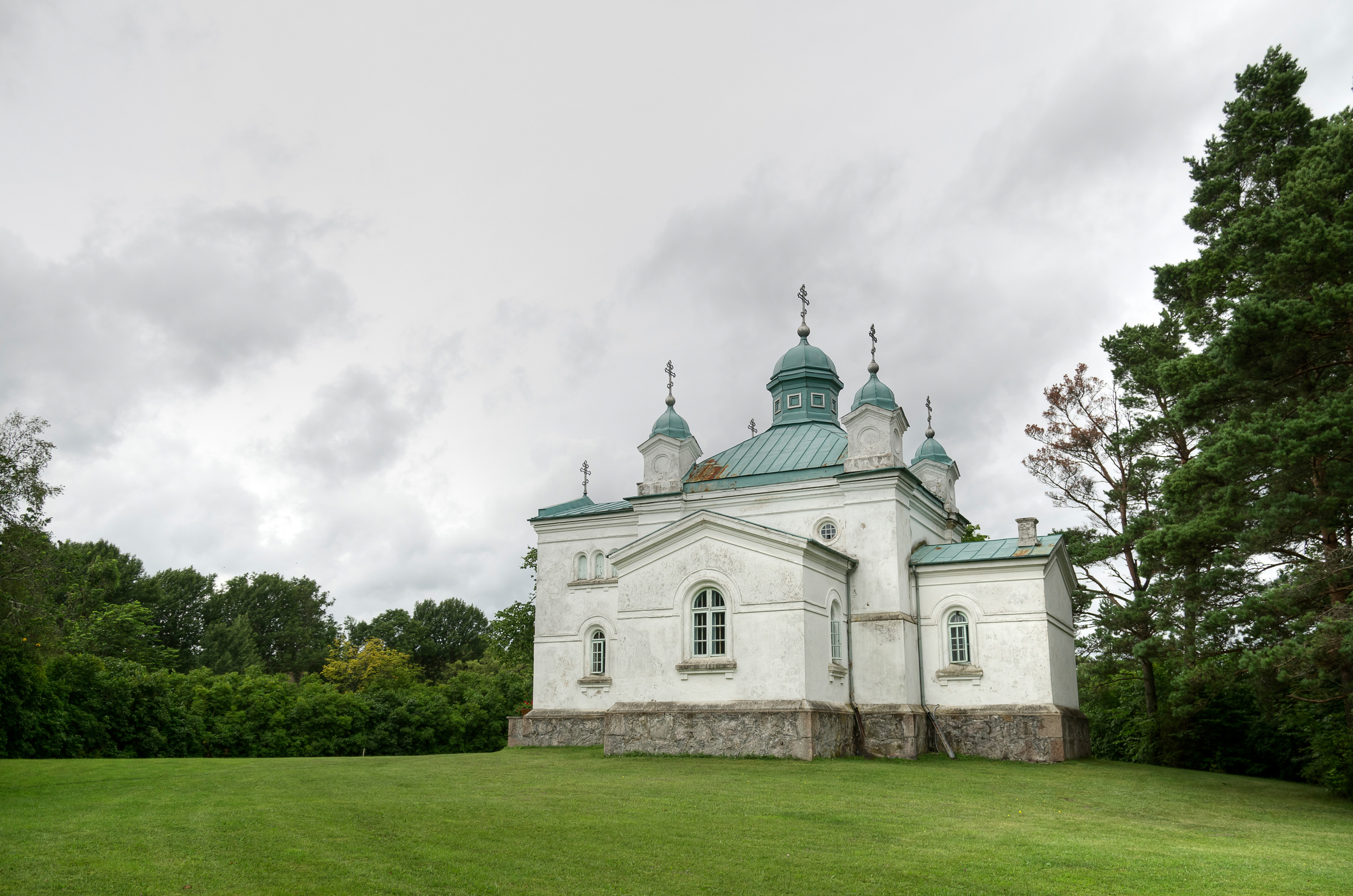
Orthodoxe Kirche

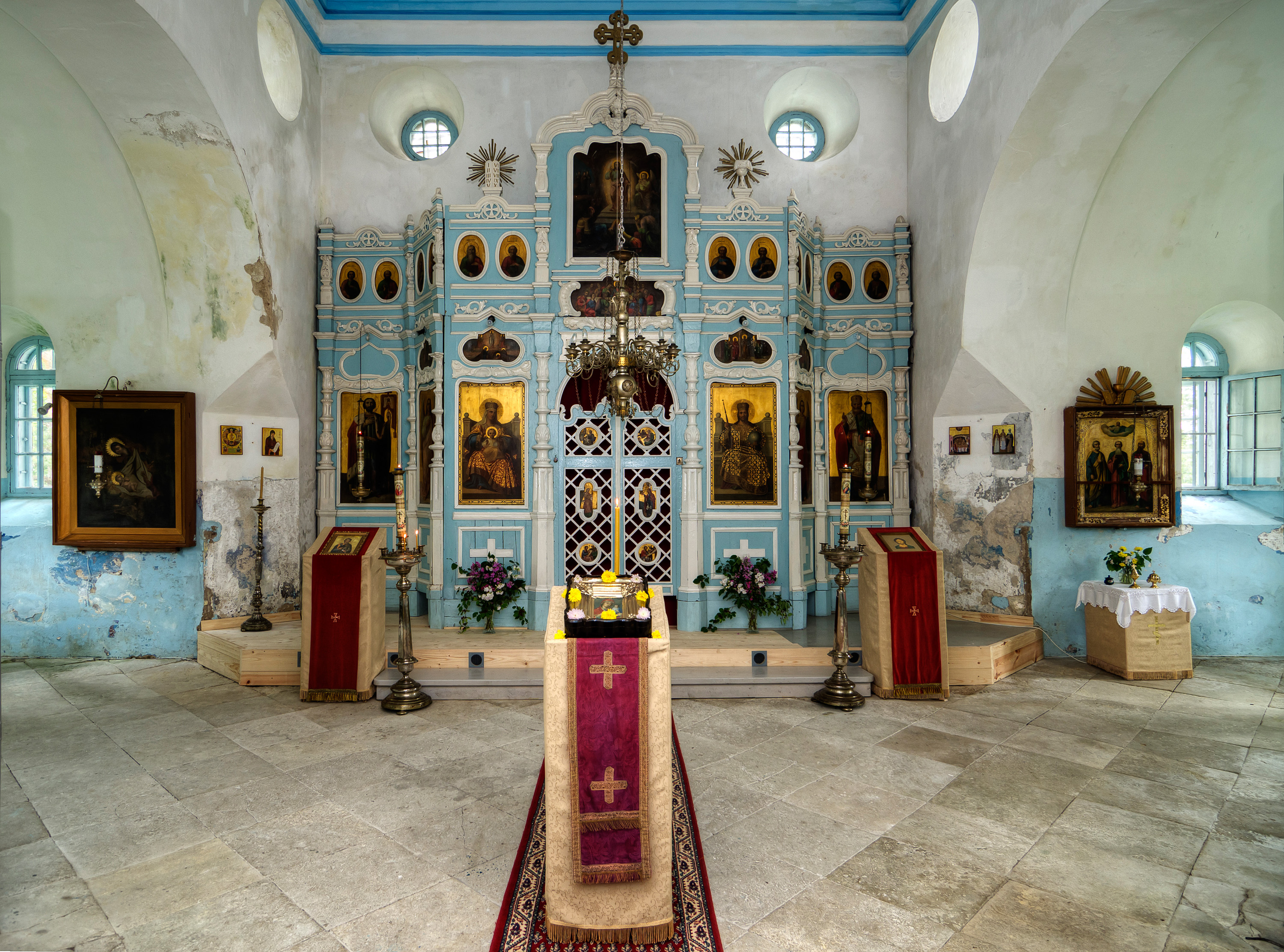
Ikonostase

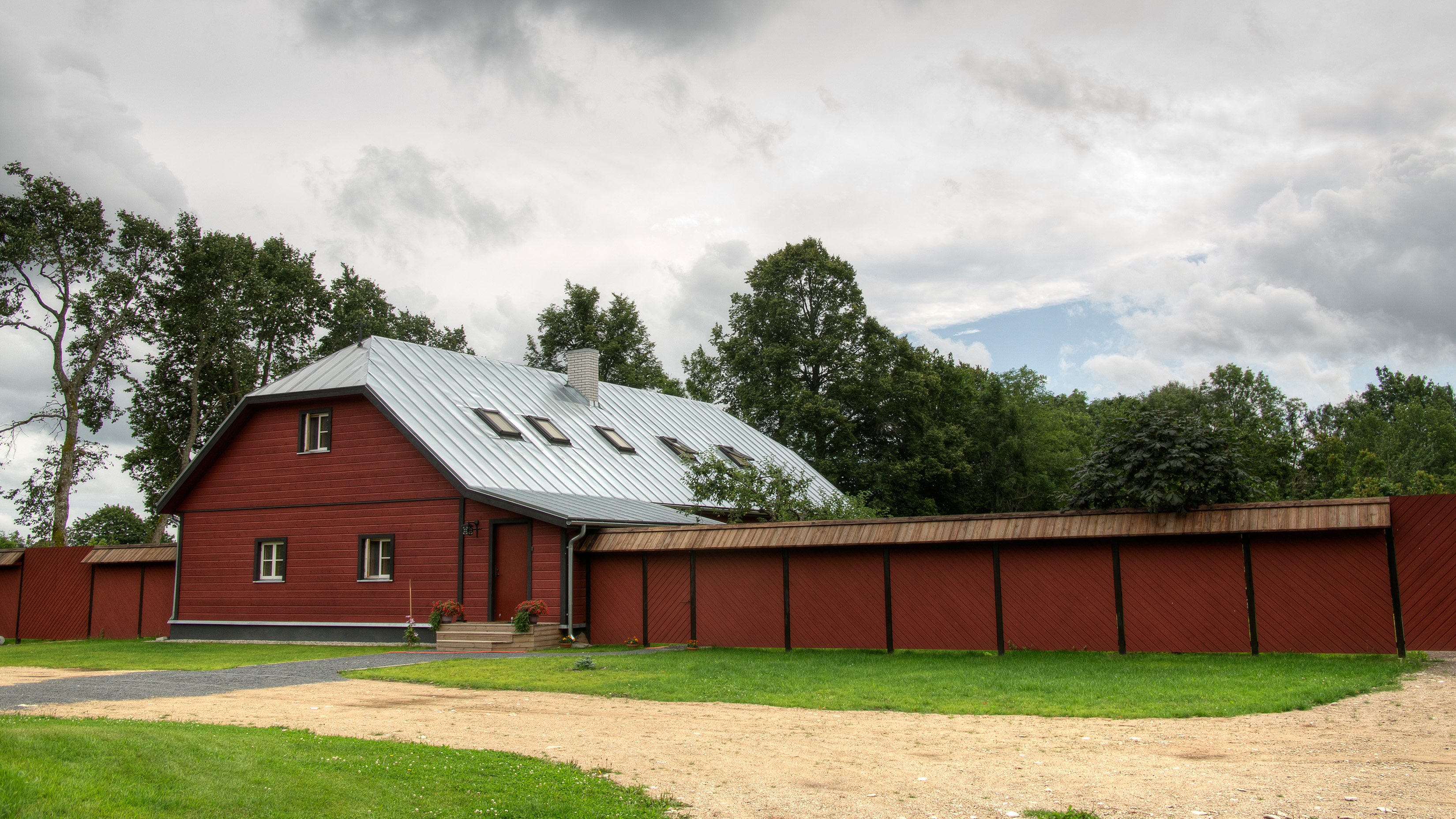
Kloster

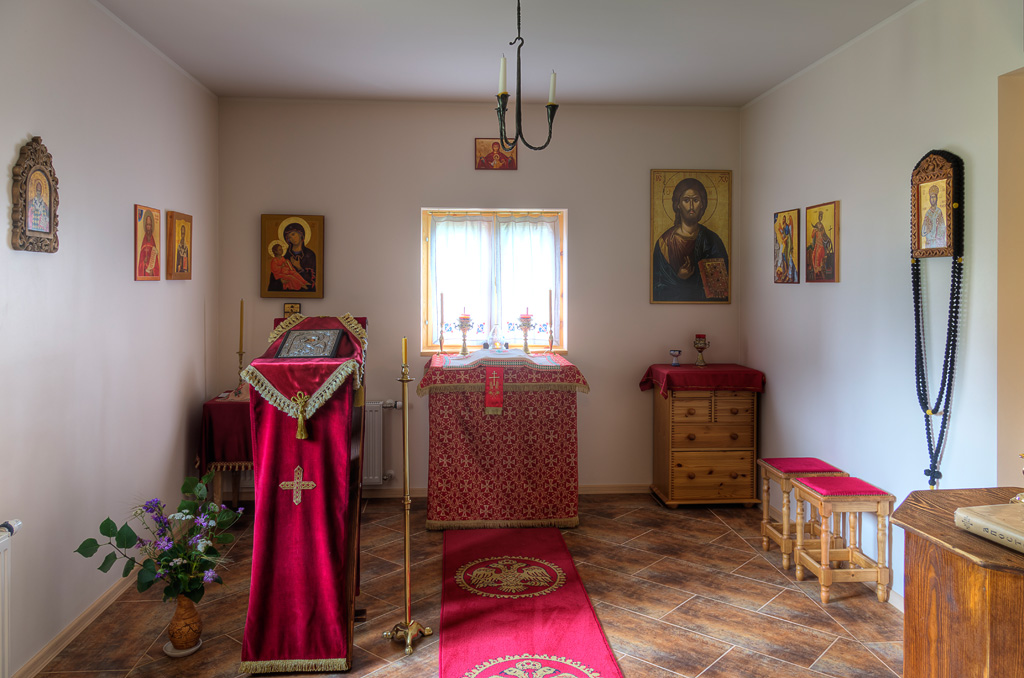
Kapelle des Klosters

Reo (auch Reomäe) ist ein Dorf (estnisch küla) in der Landgemeinde Saaremaa (bis 2017: Landgemeinde Pihtla) auf der größten estnischen Insel Saaremaa (deutsch Ösel).

## Lage und Einwohnerschaft
Das Dorf liegt zwölf Kilometer nordöstlich der Inselhauptstadt Kuressaare (deutsch Arensburg). Es hat 23 Einwohner (Stand 31. Dezember 2011).

## Orthodoxe Kirche
Die Siedlung wurde Anfang des 18. Jahrhunderts gegründet. Seit 1849 gibt es eine eigene orthodoxe Kirchengemeinde in Reo. Die Gottesdienste fanden zunächst auf dem örtlichen Gut statt, später in einem Kirchenbau aus Holz.
Am 20. Oktober 1873 wurde das heutige Gotteshaus mit seiner Kuppel und den vier kleinen Ecktürmen eingeweiht. Es ist wie viele orthodoxe Kirchen auf Saaremaa ein Typenbau.
Die Kirche ist dem Apostel Andreas geweiht. Die Ikonostase stammt von 1888.

## Nonnenkloster
2012 wurde das drei Jahre zuvor gegründete orthodoxe Nonnenkloster „Des Heiligen Johannes des Täufers“ von Ööriku nach Reo verlegt, wo es heute seinen Sitz hat. Als Klostergebäude dient das umgebaute ehemalige Priesterhaus.
Die Skite untersteht der griechisch-orthodoxen Estnischen Apostolisch-Orthodoxen Kirche (Eesti Apostlik-Õigeusu Kirik – EAÕK). Das Kloster ist Teil des orthodoxen Klosters auf dem Berg Kissavos (Κίσσαβος) in Ostthessalien (Griechenland).